# 1407
Évszázadok: 14. század – 15. század – 16. század
Évtizedek: 1350-es évek – 1360-as évek – 1370-es évek – 1380-as évek – 1390-es évek – 1400-as évek – 1410-es évek – 1420-as évek – 1430-as évek – 1440-es évek – 1450-es évek
Évek: 1402 – 1403 – 1404 – 1405 –  1406 – 1407 – 1408 – 1409 – 1410 – 1411 – 1412

## Események
- március 20. – I. Gianfrancesco Gonzaga mantovai gróf uralkodásának kezdete (1433-tól őrgróf, 1444-ig uralkodik).
- április 26. – Zsigmond király városi kiváltságlevelet adományoz Pásztónak, melyben a város lakóit a budai polgárokkal egyenlő jogokkal ruházta fel.
- november 20. – Kihirdetik a fegyverszünetet Rettenthetetlen János burgundi herceg és Valois Lajos orléans-i herceg között.
- november 24. – Orléans hercegének meggyilkolása után újra kitör a polgárháború a burgundiak és a franciák között.
- Az első pénzintézet létrejötte Itáliában.

## Születések
- szeptember 13. – Aragóniai Johanna foix-i grófné (* 1375)

dátum ismeretlen – Hunyadi János kormányzó

## Halálozások
- március 8. – I. Francesco Gonzaga, Mantova grófja (* 1363)
- augusztus – Aragóniai Márton szicíliai trónörökös és aragón infáns, I. (Ifjú) Márton szicíliai király és Évreux-i Blanka navarrai infánsnő (1425-től navarrai királynő) fia (* 1406)
- november 23. – Valois Lajos, Orléans hercege. Párizs utcáján gyilkolják meg I. János burgundi herceg utasítására.[1] (* 1372)